# Hertogswetering

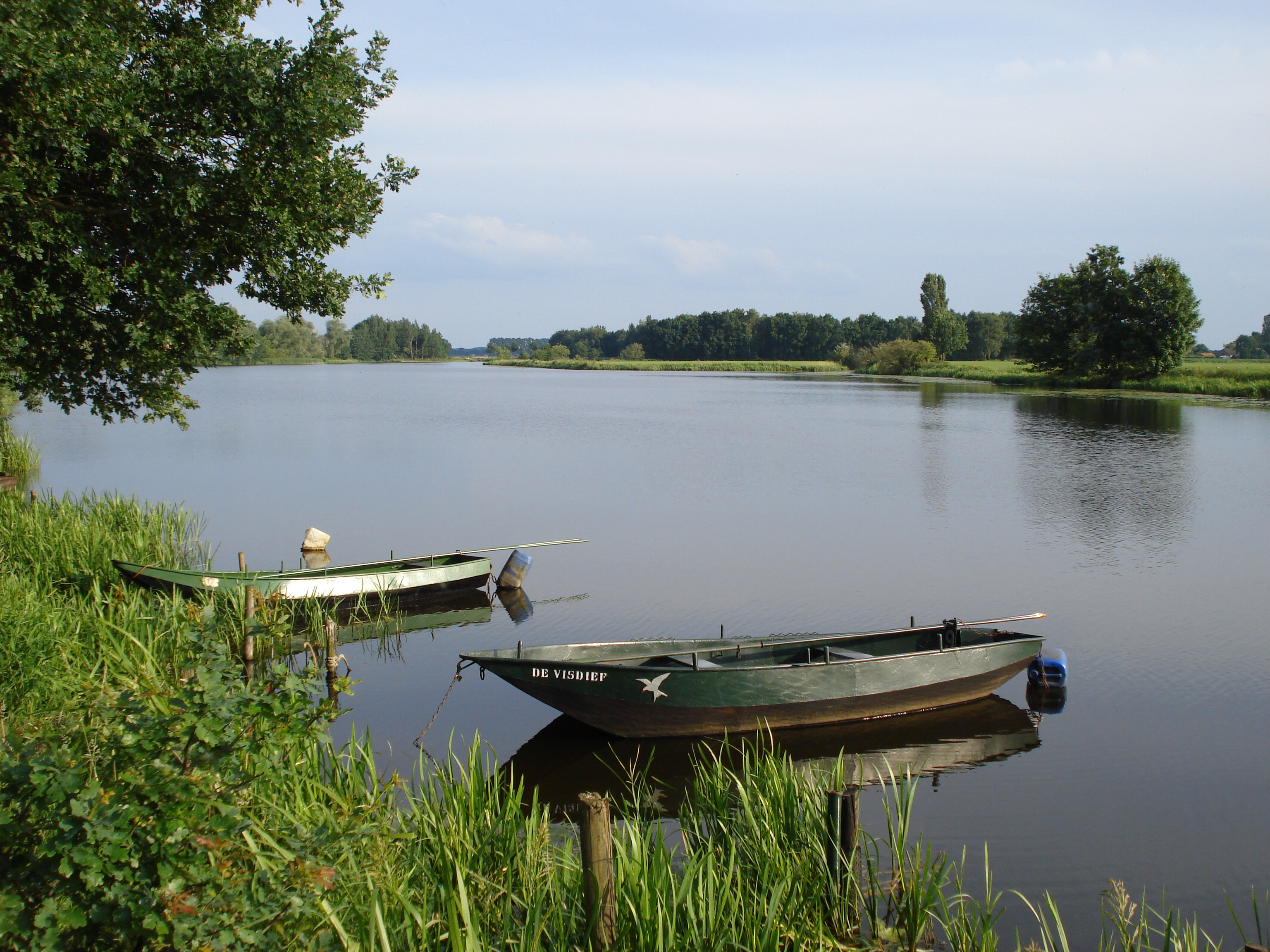
Hertogswetering, de sectie Hamerspoel

De Hertogswetering is een waterloop in het noordoosten van de Nederlandse provincie Noord-Brabant.
De Hertogswetering, die in het eerste gedeelte ook Groote Wetering genoemd werd, is 32,5 km lang en loopt van de Raam bij Grave, vroeger naar het Hertogsgemaal en nu naar het Gemaal Gewande in de gemeente Oss op de grens met de gemeente 's-Hertogenbosch

## Beersche Maas
De Hertogswetering is in het begin van de 14e eeuw, waarschijnlijk tussen 1300 en 1310, gegraven in een oude droge bedding van de Maas, bekend onder de naam Beersche Maas. De Beersche Maas, later ook wel traverse van de Beerse Maas of traverse van de Beerse Overlaat genaamd, heeft tot 1942 gediend als gecontroleerde overloopzone bij hoogwater van de Maas. De Maaskade ten westen van Oss is een overblijfsel van de traverse van de Beerse Overlaat.
De Hertogswetering heeft smalle secties, gegraven in de droge bedding van de Beerse Maas en brede secties, waar hij de bedding volgt van een meander van een oude Maasarm. De brede secties zijn de Hamerspoel en Putwielen bij Herpen en het Ossermeer bij Oss.

## Samenspel van weteringen
Een wetering is een gegraven waterloop, die meestal bedoeld is om een veengebied of een poldergebied te draineren. De Hertogswetering loopt door het rivierpolderlandschap van het overstroomgebied ter linkerzijde van de Maas en stroomt van oost naar west op enige afstand langs de reeks dekzandruggen van de Peelhorst ten zuiden ervan. De Hertogswetering dient vooral voor het draineren van het oude overstroomgebied. Het drainagebekken heeft een oppervlakte van ongeveer 10.000 hectare. Meerdere kleine weteringen helpen hierbij: onder andere Kleine Wetering bij Reek, Munsche Wetering en Erfdijkse Wetering bij Schaijk en Herpen, Teeffelense Wetering bij Oss en Teeffelen, die op hun beurt weer water krijgen van talrijke sloten die de akkers en weilanden verkavelen. Kleine molens hielpen bij het bemalen van de velden. Vroeger waren het er veel, nu zijn er maar enkele molens meer over.
De 2,5 km lange Teeffelense Wetering is bijzonder: het is de verbinding tussen de Hertogswetering bij het Ossermeer en de Maas bij Teeffelen. Vroeger was er ook een overlaat bij Teeffelen, nu is er een sluis. Gewoonlijk loopt het water van de Maas de wetering in, maar bij zeer hoog water kan men de stroomrichting omdraaien en water uit de wetering de Maas in pompen.

## Sifon
Het Burgemeester Delenkanaal, dat is aangelegd in de jaren 1960 om Oss aan een haven te helpen, moest de Hertogswetering kruisen. Men heeft een sifon aangelegd, die de Hertogswetering onder dit kanaal door leidt.

## Gemalen
Het Hertogsgemaal, bijgenaamd blauwe sluis, pompte bij hoog water het water van de Hertogswetering de Maas in. Het Hertogsgemaal, nu een museum, is niet meer in gebruik en is vervangen door Gemaal Gewande in de plaats Lith dicht bij de grens met de gemeente 's-Hertogenbosch. Gemaal Gewande dient ook voor de Roode Wetering die op korte afstand maar op een andere waterhoogte parallel loopt aan de laatste sectie van de Hertogswetering.

## Ecologische verbindingszone
Tegenwoordig heeft de Hertogswetering ook de functie van ecologische verbindingszone voor weide- en moerasdieren tussen het platteland van de gemeente Grave in het oosten en van de gemeente 's-Hertogenbosch in het westen. Zijn oost-westoriëntatie is uniek voor Noord-Brabant: bijna alle andere ecologische verbindingszones lopen zuid-noord.

## De Hertogswetering in foto's

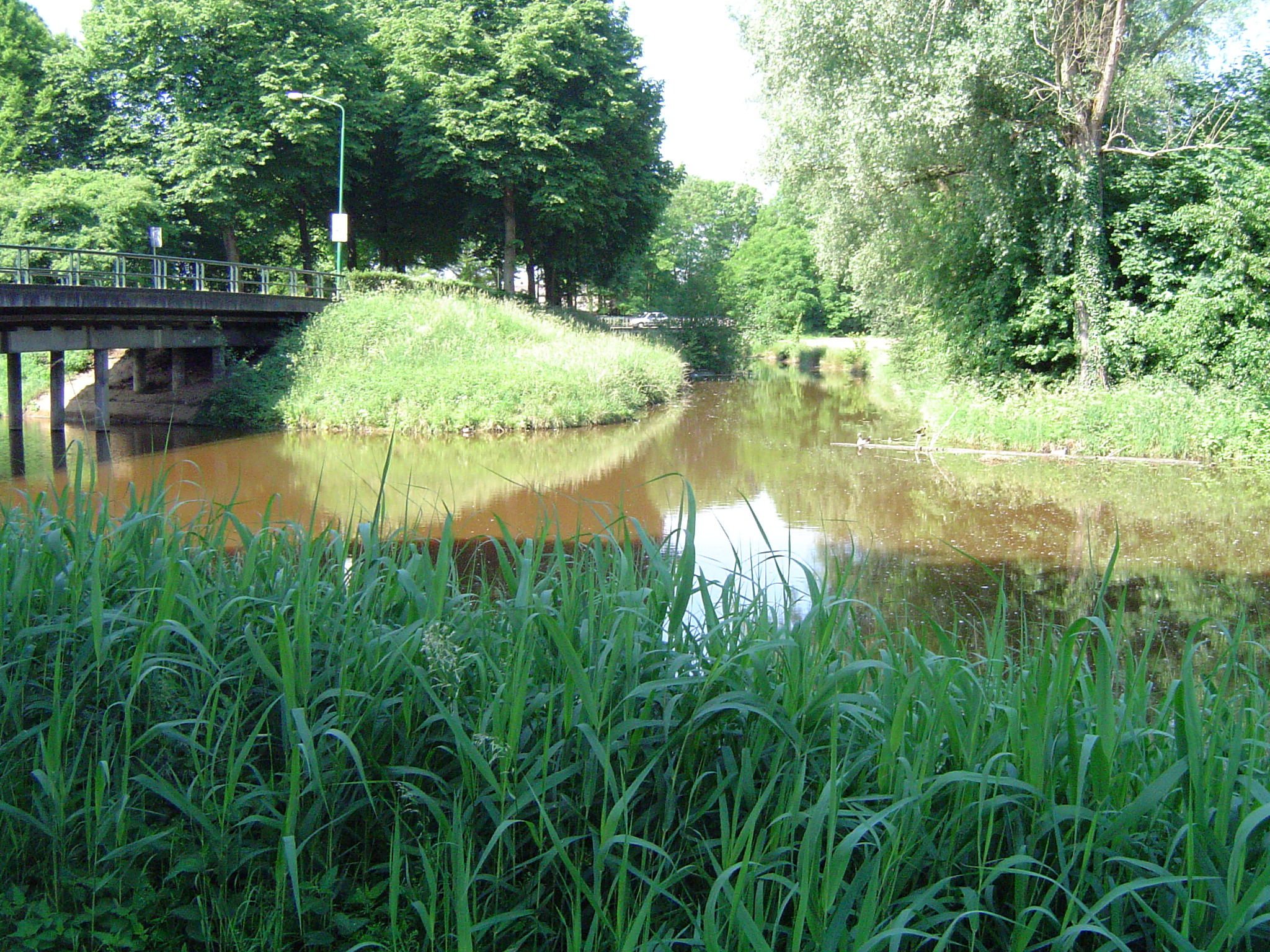
Hertogswetering, aftakking van de Raam
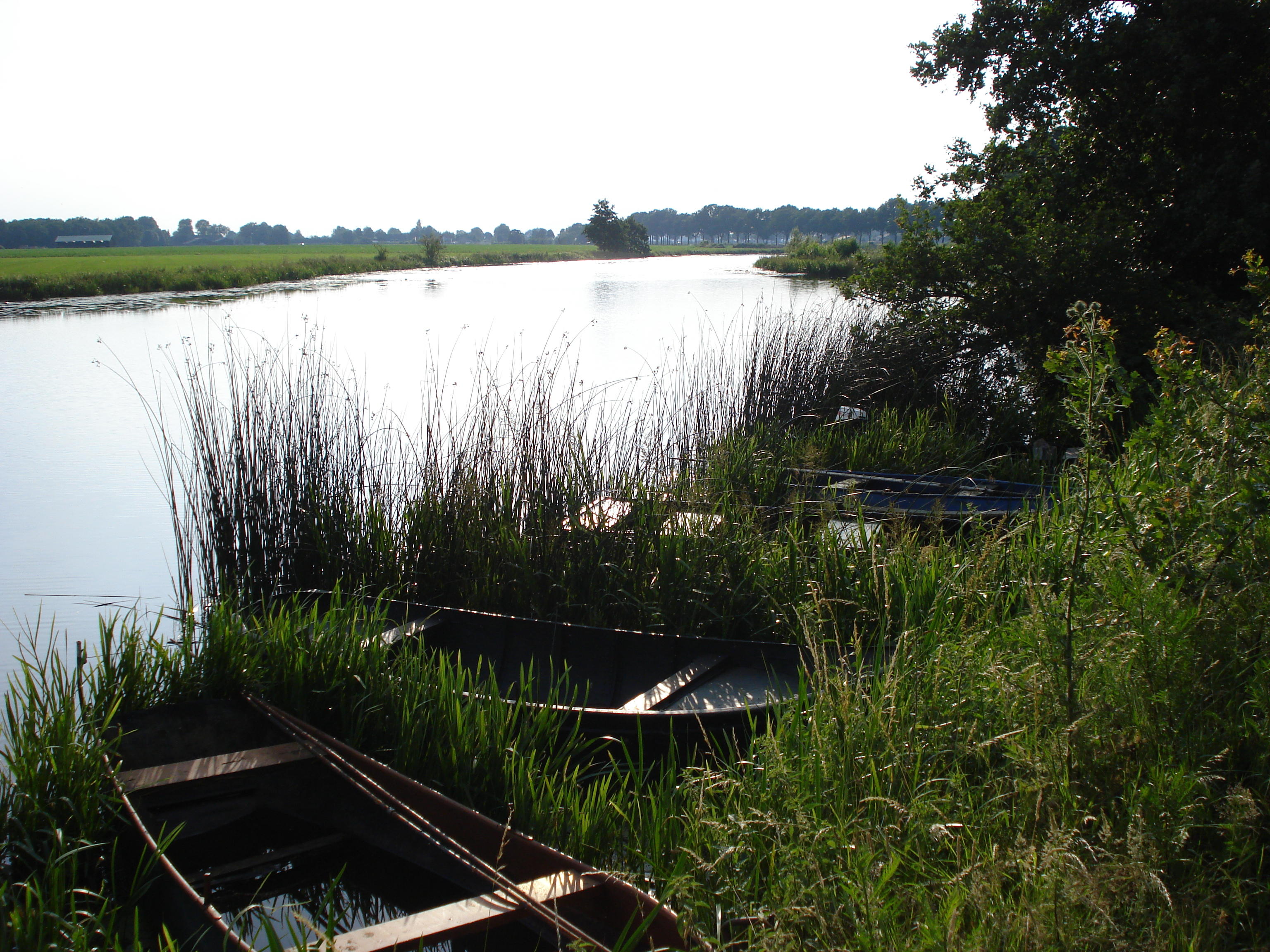
Hertogswetering, de sectie Putwielen
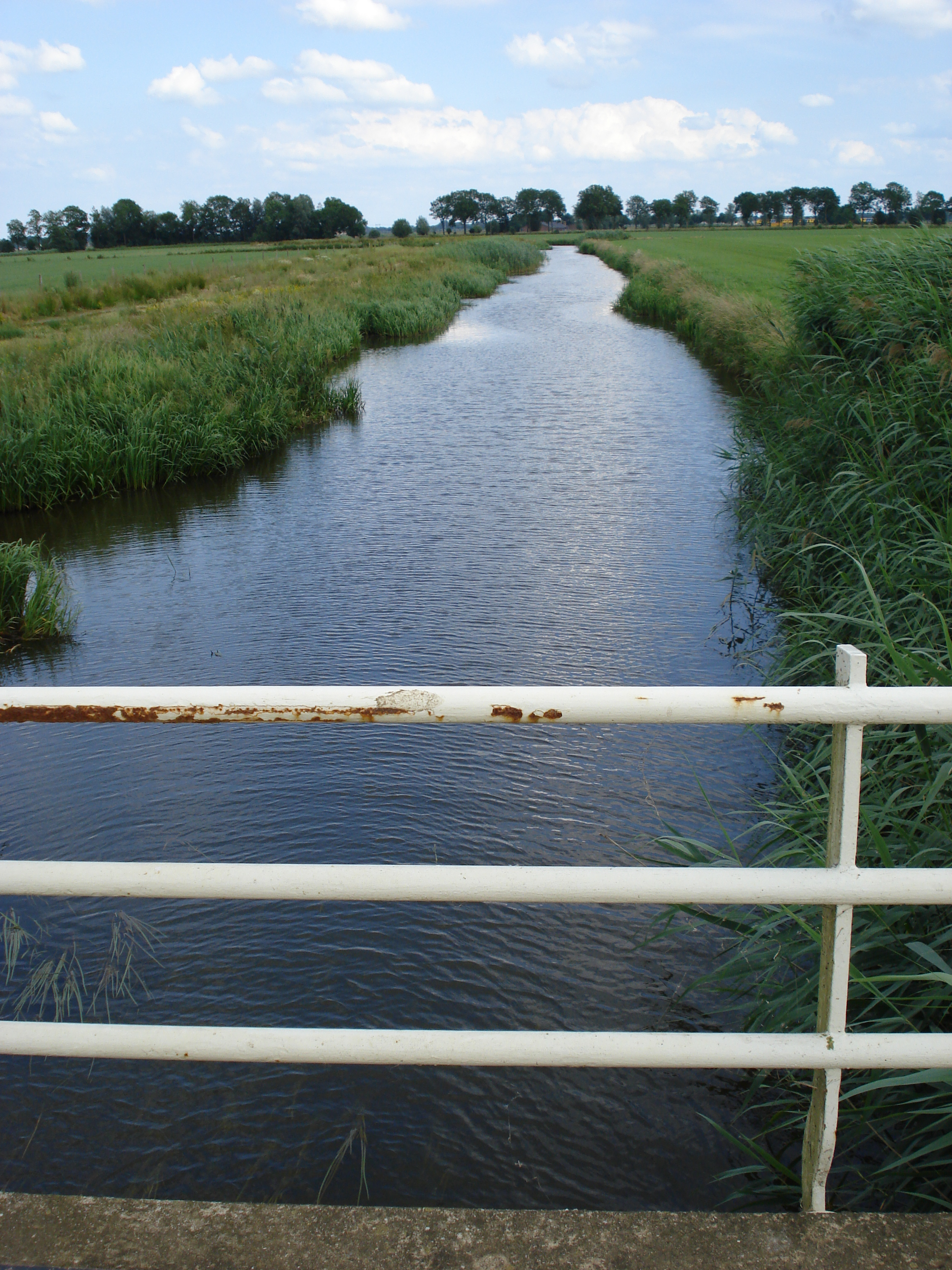
Hertogswetering, in de Traverse van de Beerse Overlaat
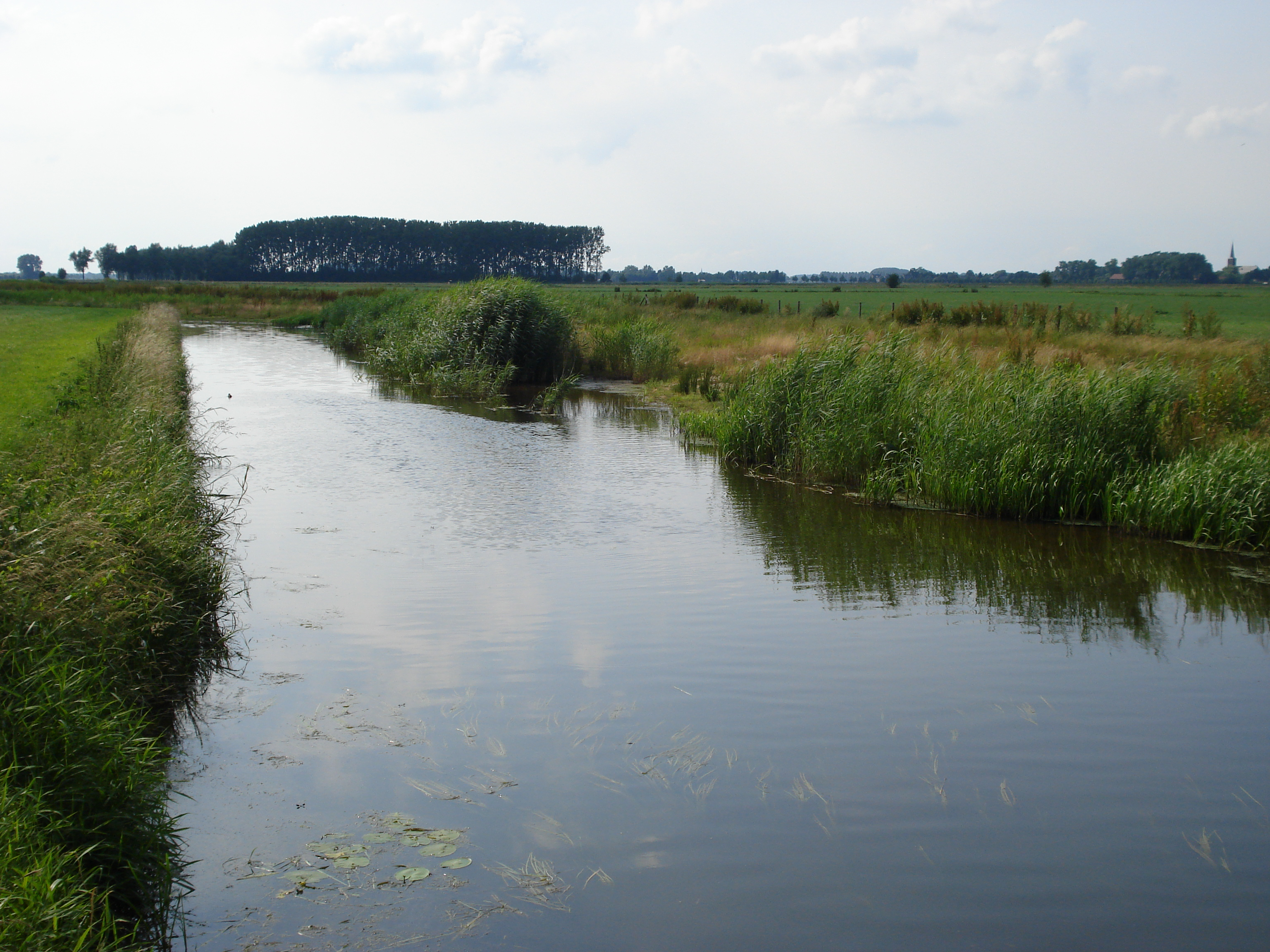
Hertogswetering, op de achtergrond Haren
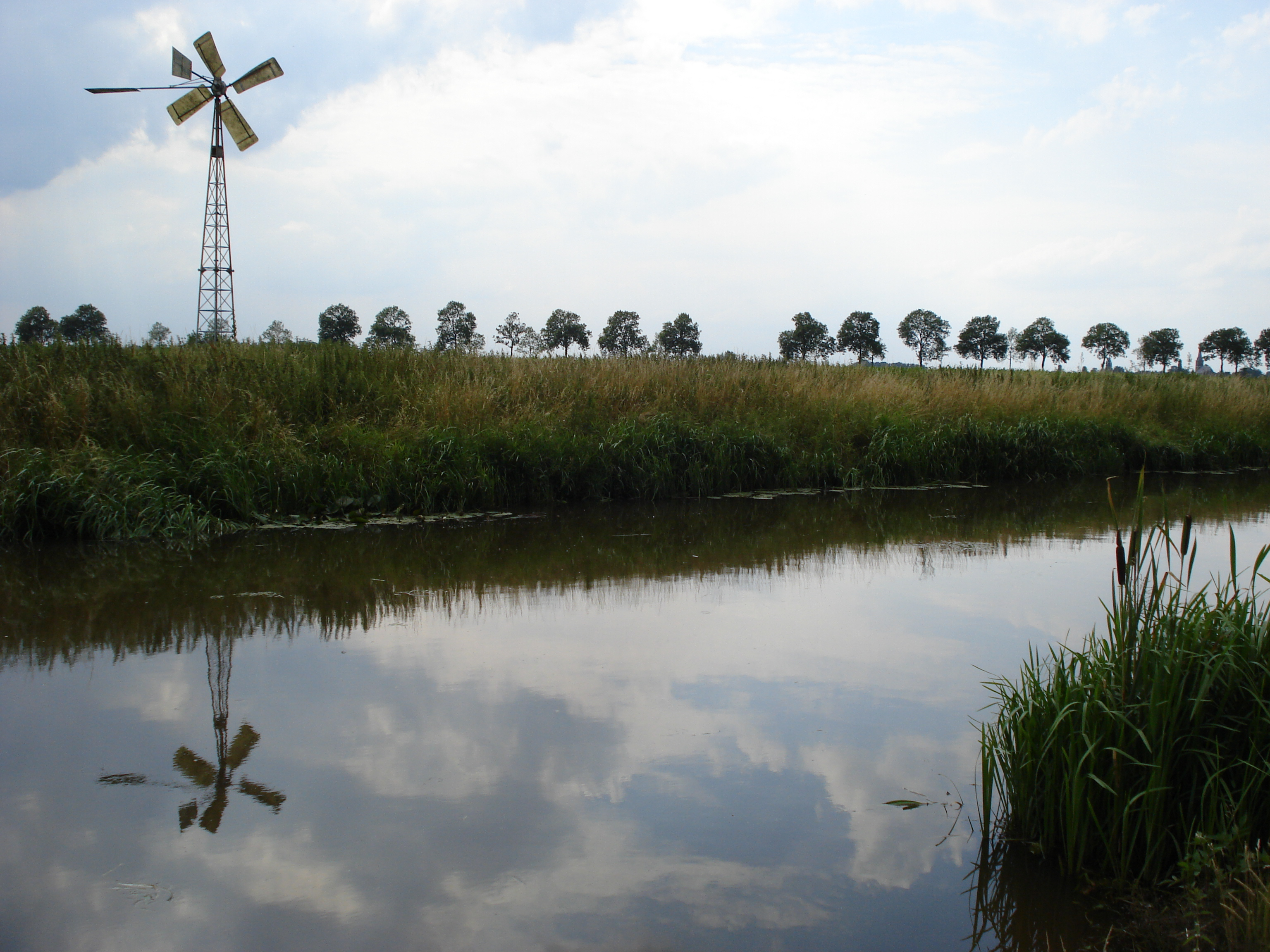
Hertogswetering, kleine drainage-molen in de omgeving van Berghem
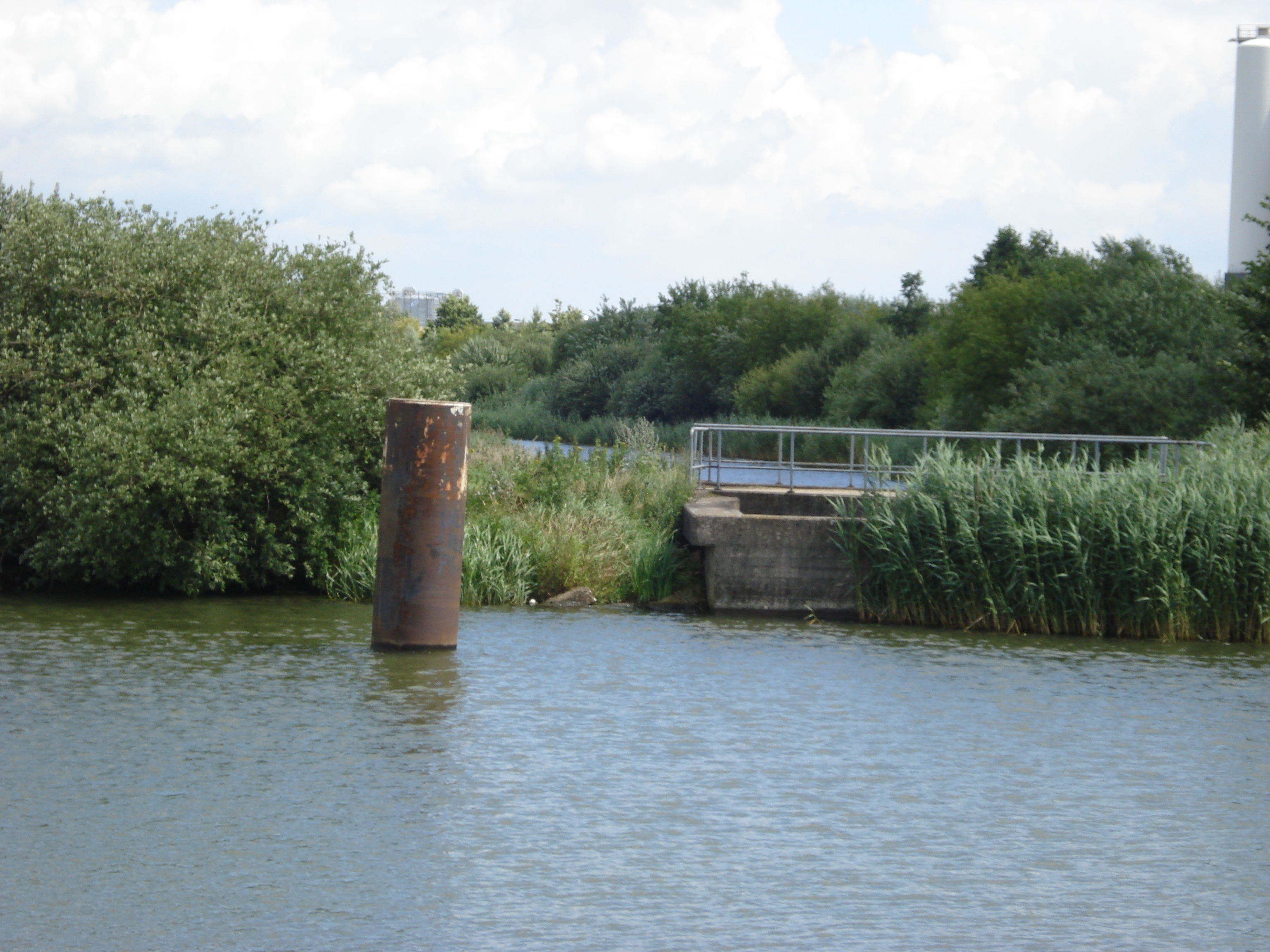
Hertogswetering, syphon onder het Burgemeester Delenkanaal
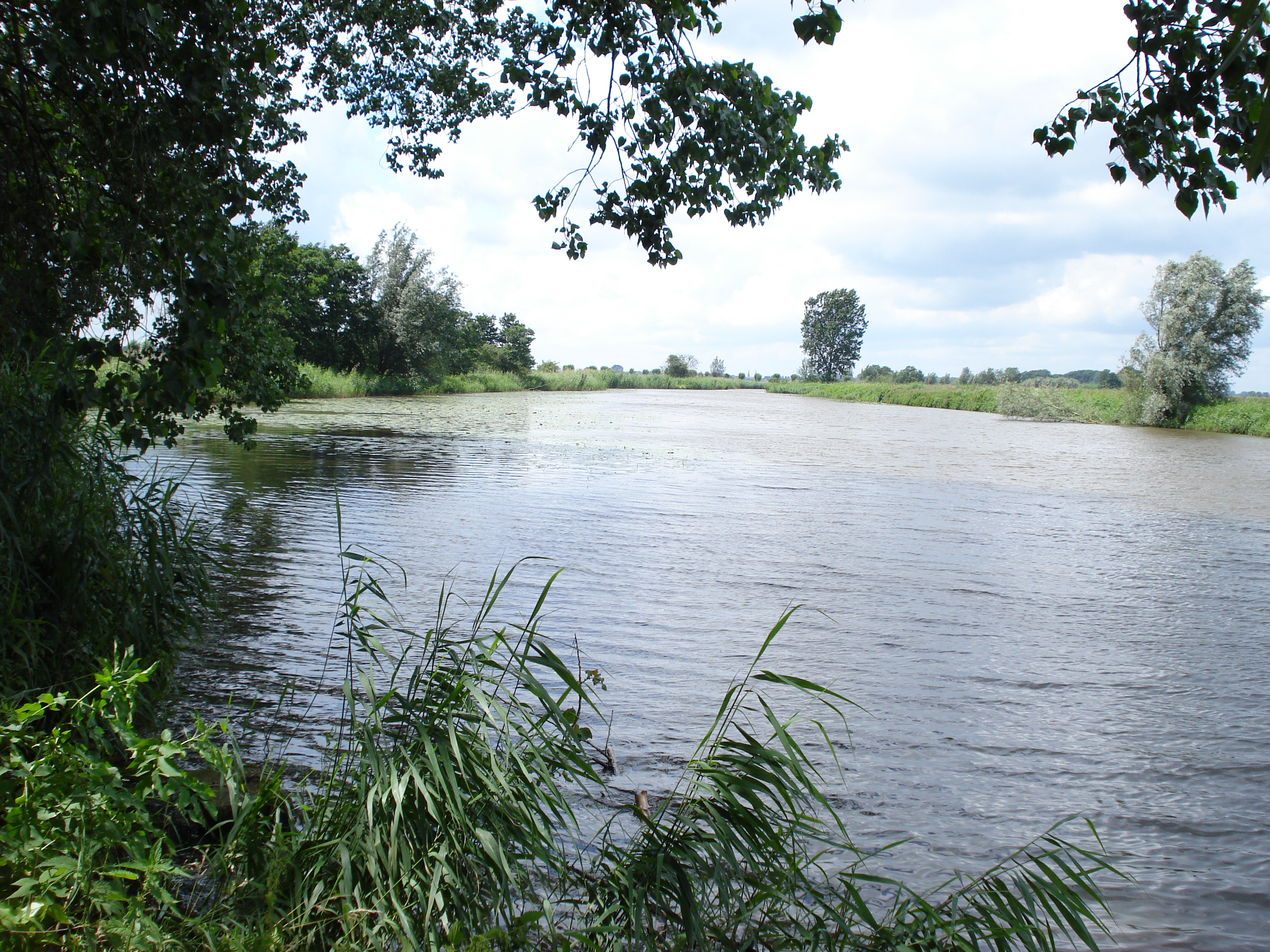
Hertogswetering, de sectie Ossermeer
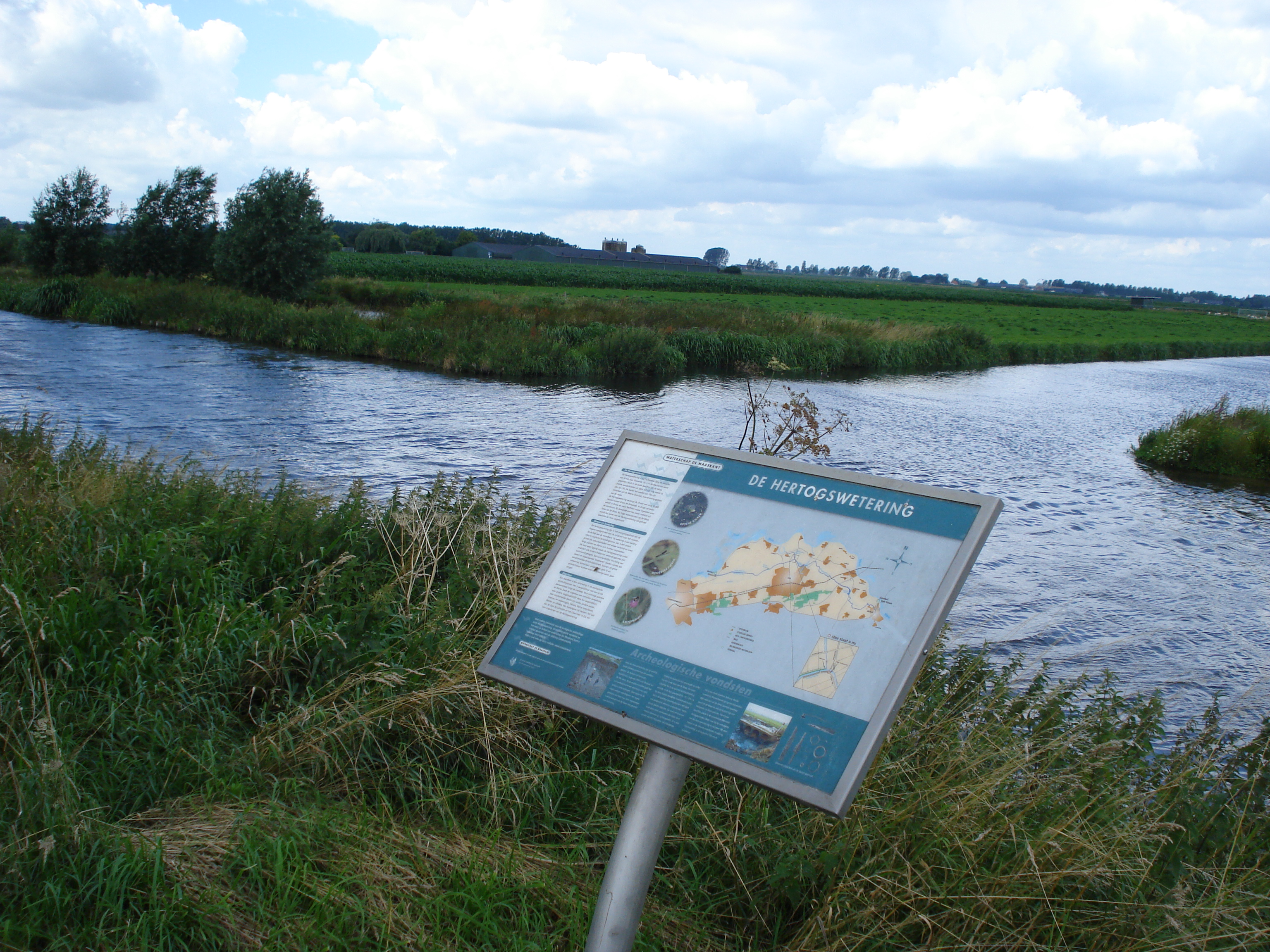
Hertogswetering, aftakking van de Teeffelense wetering
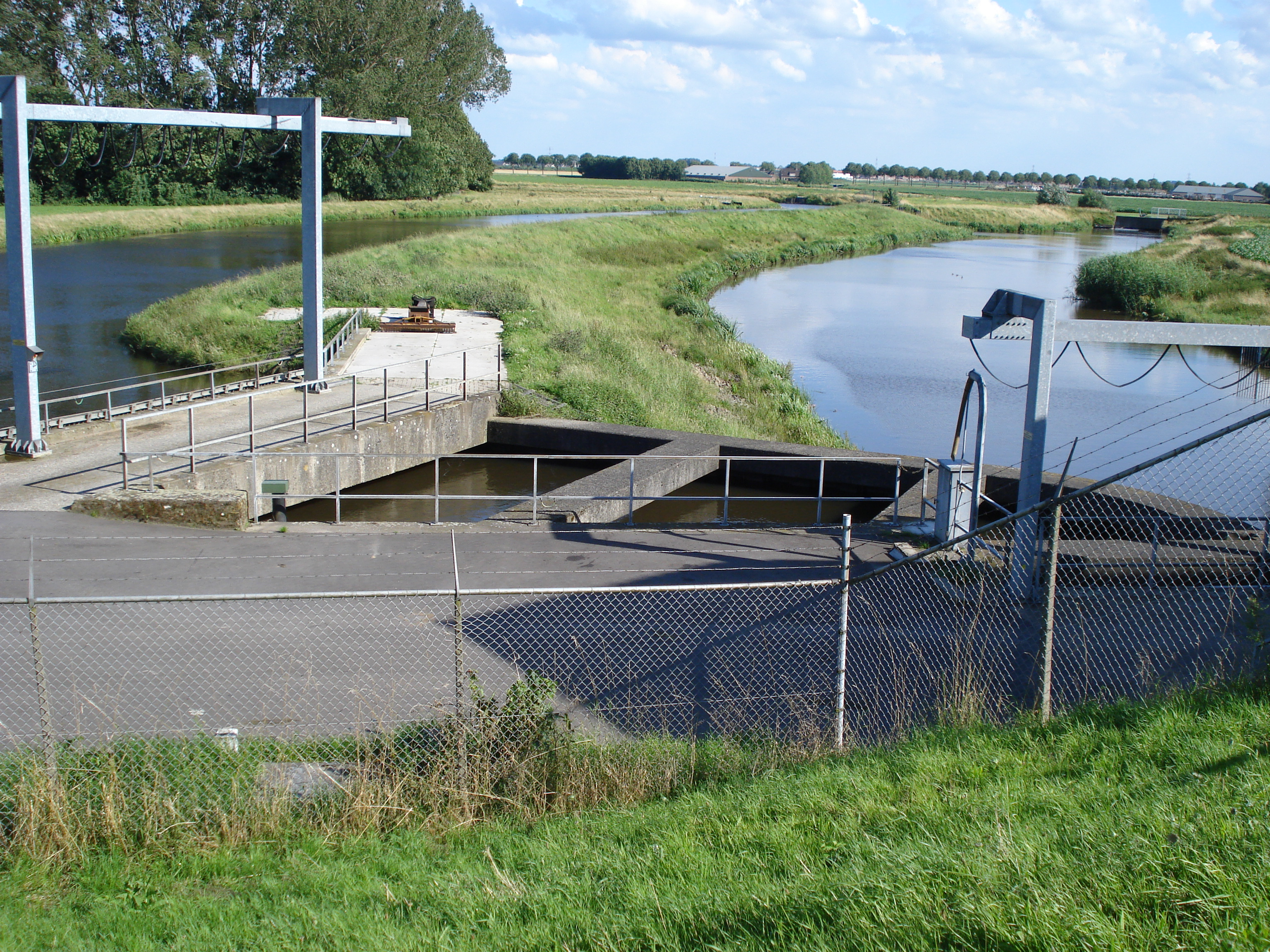
Hertogswetering (rechts) en Roode Wetering (links)
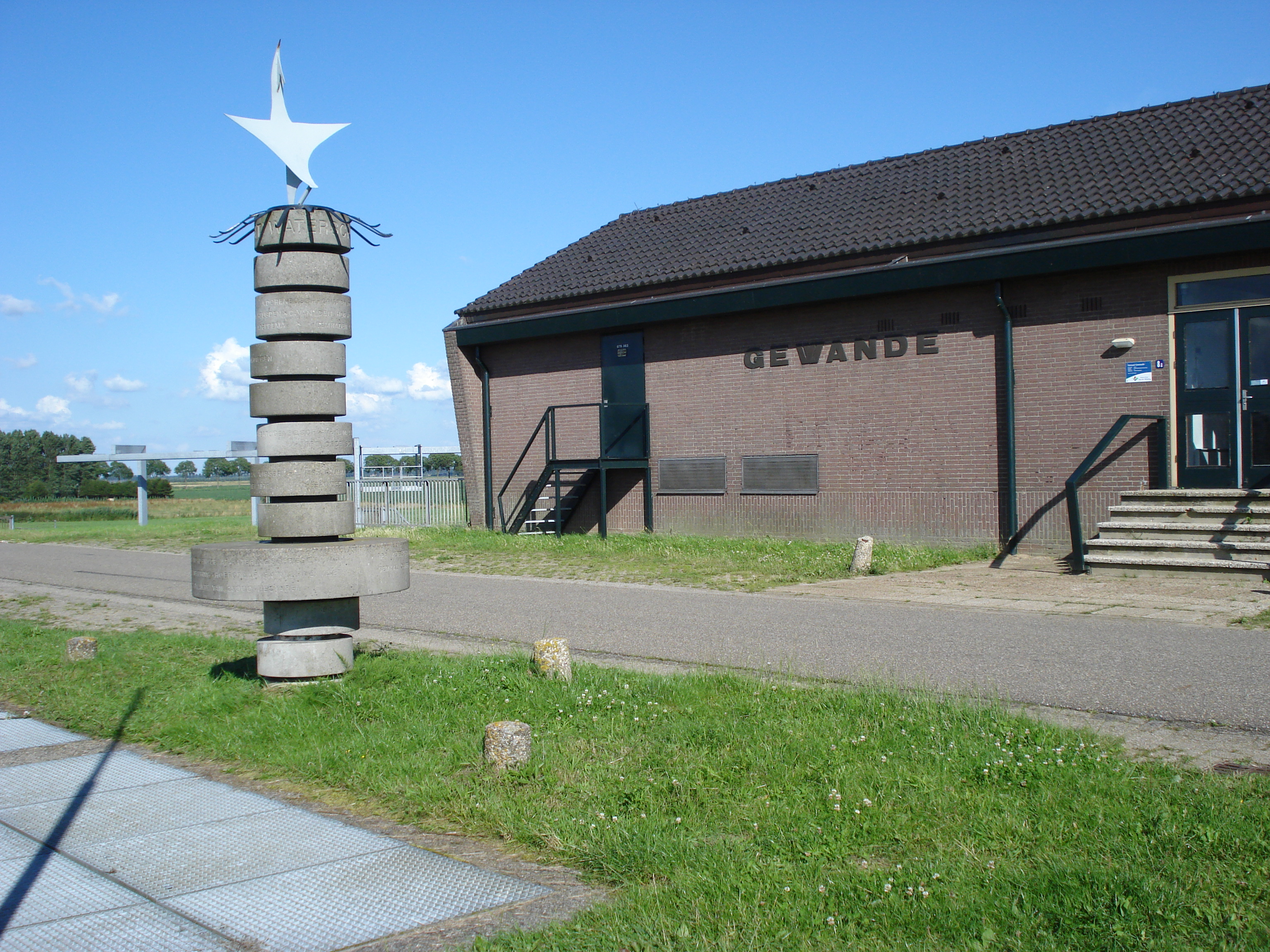
Hertogswetering, gemaal Gewande
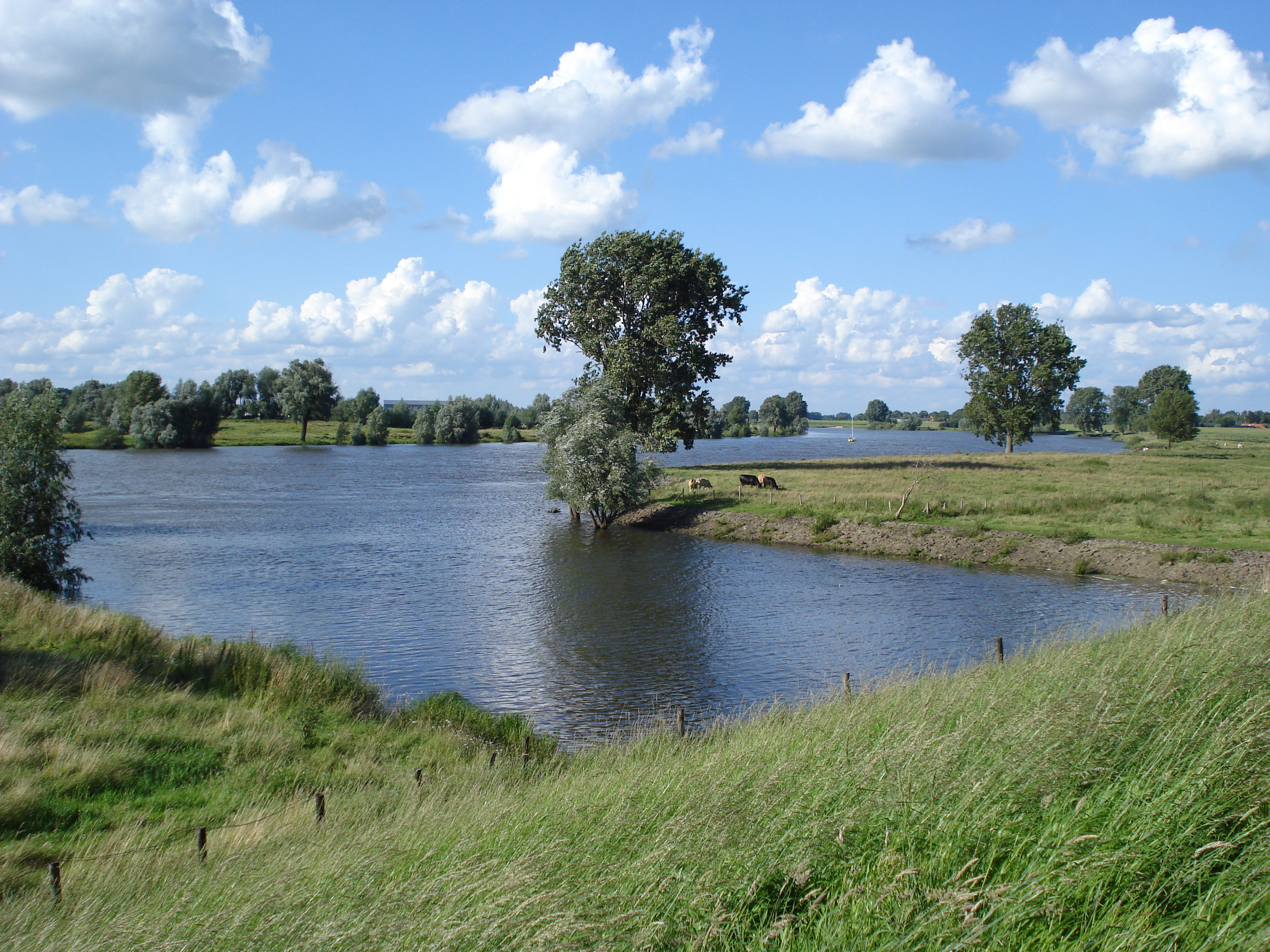
Hertogswetering, nieuwe monding in de Maas
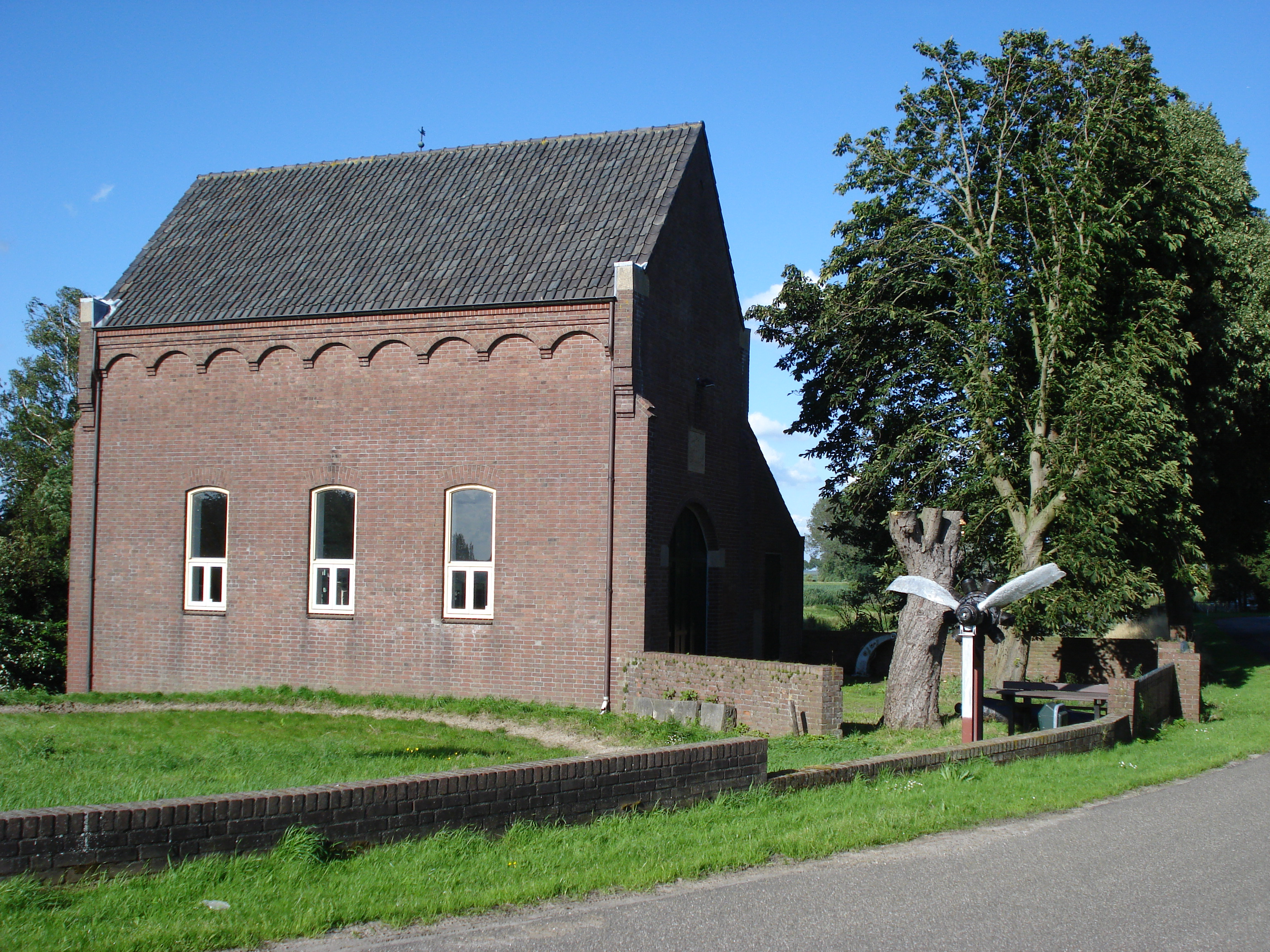
Hertogswetering, het oude gemaal Hertogsgemaal